# Ylimmäinen Noukajärvi
Ylimmäinen Noukajärvi eller Noukajärvi är en sjö i Finland. Den ligger i kommunen Posio i landskapet Lappland, i den norra delen av landet, 700 km norr om huvudstaden Helsingfors. Noukajärvi ligger 298 meter över havet. Arean är 20,3 hektar och strandlinjen är 2,5 kilometer lång. Sjön  ingår i Koundaälvens huvudavrinningsområde. 